# Daviesia rhombifolia
Daviesia rhombifolia là một loài thực vật có hoa trong họ Đậu. Loài này được Meissner miêu tả khoa học đầu tiên.